# جورج سمالريدج
جورج سمالريدج (18 مايو 1662 - 27 سبتمبر 1719) أسقف بريستول (1714-1719).

## حياته
ولد جورج سمالريدج في ليتشفيلد، تلقى جورج تعليمه في مدرسة وستمنستر ثم في كنيسة المسيح في أكسفورد.
كانت آرائه السياسية مستوحاة إلى حد كبير من آراء صديقه فرانسيس أتربري، والذي ارتبط به في أكسفورد. أصبح مدرسًا في كنيسة المسيح في أكسفورد، ثم عمل لمدة ست أو سبع سنوات كنائب لوليام جين أستاذ علم اللاهوت في أكسفورد؛ إلا أن آرائه اليعقوبية منعته من الحصول على هذا المنصب عندما أصبح شاغراً عام 1707.
في عام 1711 أصبح عميدًا لكاتدرائية كارلايل، وفي عام 1713 خلف أتربري كعميد كنيسة المسيح. وفي العام التالي تم تعيينه أسقفًا لبريستول، لكنه احتفظ بمنصبه في كنيسة المسيح. وفي عام 1715 رفض سمالريدج التوقيع على بيان ضد المتظاهر جيمس فرانسيس إدوارد ستيوارت، كما أظهر عداءً ضد بيت هانوفر، ولكن عقوبته الوحيدة كانت إزالته من منصب اللورد المنير للملك.
كان جورج سمالريدج يُقدره ويحترمه العديد من رجال الدول في عصره أمثال جوناثان سويفت وريتشارد ستيل وويليام ويشتون ورجال مشهورين آخرين، وقال صمويل جونسون عن خطبه أنها من الدرجة الأولى.

## أعماله
- ستون عظة، بُشِّرَت في عدة مناسبات، 1726. طبعات أخرى: 1827 و1832 و1853 و1862.
- حياة غراب.[1]